# Bazedoxifene
Bazedoxifene, được sử dụng như bazedoxifene acetate, là một loại thuốc cho các vấn đề về xương và có thể (đang chờ nghiên cứu thêm) cho bệnh ung thư. Nó là một bộ điều biến thụ thể estrogen chọn lọc thế hệ thứ ba (SERM). Kể từ cuối năm 2013, nó đã được FDA Hoa Kỳ chấp thuận cho bazedoxifene như là một phần của thuốc kết hợp Duavee trong phòng ngừa (không điều trị) bệnh loãng xương sau mãn kinh. Nó cũng đang được nghiên cứu để điều trị ung thư vú và ung thư tuyến tụy.

## Hóa học
Thuốc là một thành viên của nhóm SERMs 2-phenylindole, cùng với zindoxifene và pipendoxifene.

## Lịch sử

### Phát triển
Bazedoxifene được phát triển bởi Pfizer sau khi hoàn thành việc tiếp quản Wyeth Pharmaceuticals. Nó là kết quả của sự hợp tác nghiên cứu độc quyền giữa Wyeth Enterprises và Ligand Enterprises.

### Sự chấp thuận
Thuốc đã được Cơ quan y tế châu Âu phê duyệt vào ngày 27 tháng 4 năm 2009.
Vào ngày 3 tháng 10 năm 2013, FDA đã phê duyệt sản phẩm kết hợp của bazedoxifene 20   mg với 0,45   mg Premarin (estrogen liên hợp) để điều trị loãng xương mãn kinh và điều trị các cơn nóng bừng vừa đến nặng. Đây là sản phẩm trị liệu nội tiết tố mãn kinh đầu tiên được phê duyệt có chứa SERM (bazedoxifene) và estrogen.